# Aleuromància
L'aleuromància és l'ús de la farina en endevinació.

## Etimologia
La paraula prové del mot grec aleuron (αλευρο) que vol dir farina, i manteía (μαντεία), que significa predicció, endevinació.

## Història
En la seva forma original, s'haurien cuinat dins de pastissos o galetes tires de paper que contenien escrits filosòfics que després s'haurien distribuït entre els que esperaven que se'ls digués què els tenia reservat la Fortuna.
De la mateixa manera, els grecs haurien cuit fulls de paper amb les seves frases dins de boles de farina, haurien barrejat les boles nou cops, i les haurien repartides. Una altra forma d'aleuromància consistia a interpretar els patrons que deixaven les restes de farina sobrants que quedaven en un bol on s'havia barrejat farina i aigua.
Durant l'edat mitjana, en alguns casos s'havia arribat a trobar culpable o innocent un acusat en funció de com es menjava un pastís de farina o de gra.

## Variants
Les modernes galetes de la sort són una variant d'aquestes formes d'endevinació.